# Barrows Bearhawk
Pour les articles homonymes, voir Barrows.
Le Barrows Bearhawk est un avion utilitaire américain destiné à la construction amateur.

## Origine
En 1988 Robert E.Barrows quitte Ingersoll Rand pour créer R & B Aircraft, entreprise spécialisée dans le reconditionnement de moteurs et cellules d'avions d'occasion. Ingénieur en mécanique passionné par l'aviation, il a déjà construit un Midget Mustang (en), un monoplace STOL de sa conception, le Barrows RB-2 Grasshopper, un appareil de voltige de type Pitts special et un Van's Aircraft RV-3A. Baptisé initialement RB-4, il travaille depuis 1980 à un projet de quadriplace utilitaire autour d’une aile de Cessna 170. Devenu indispensable à sa nouvelle activité, l'avion est achevé en avril 1990 (N6890R).
En 1995 Bob Barrows se rend au meeting annuel de l'Experimental Aircraft Association à Oshkosh avec son monomoteur, qui attire l’attention. 12 liasses ont été vendues début octobre 1995, pour atteindre 500 en mai 2000. Succès qui a conduit la firme AviPro Aircraft, Ltd de Phoenix, Arizona, à développer un kit de montage qu’elle commercialise depuis 1998 (plus de 70 kits livrés fin 2009). On compte fin juin 2010 soixante Bearhawk immatriculés aux États-Unis, trois Canada et deux en Australie.

## Description
Monoplan quadriplace à aile haute et train classique fixe, cet appareil qui ressemble au Piper Cub mais offre un confort et des performances comparables au Cessna 172 peut accepter une grande variété de moteurs entre 150 et 260 ch. La voilure est en aluminium assemblée par rivetage, le fuselage et l'empennage en tubes d’acier 4130 soudés avec revêtement entoilé. Volets et ailerons sont à armature aluminium entoilée. Pouvant recevoir des flotteurs, le Bearhawk comporte à droite une porte cargo de 1,30 m de large.
Il faut environ 2 000 heures de travail pour construire un appareil qui coûtera (avril 2009) entre 6 000 et 8 000 U$D sans moteur ni avionique, la liasse coûtant 285 U$D. L’utilisation d’un kit AviPro ramène le temps de montage entre 850 et 1 200 heures selon le kit choisi : Avion préassemblé (43 500 U$D) ou en pièces détachées (28 500 U$D).

## Sources
1. 1 2 3  B. Davisson